# Corpo sutil
O conceito de corpo sutil é presente tanto em tradições ocidentais quanto orientais, geralmente significando um aspecto corpóreo "quase material" entre corpo e mente, ou um revestimento da alma cujos elementos são mais sutis, finos ou espirituais do que os do corpo físico humano. No Ocidente, é da filosofia grega que se encontram originalmente as definições de veículo da alma (ochema), corpo pneumático, corpo luminoso (augoeidés), corpo astral/sidéreo/estelar (ástroéides), corpo etéreo (aítheriodes), principalmente a partir do contexto neoplatônico, do qual se derivaram os termos atuais. No Oriente, encontram-se sistemas de corpos sutis em doutrinas do taoismo, hinduísmo e budismo.  
Na era contemporânea, o conceito foi popularizado por doutrinas espiritualistas, teosofistas e ocultistas. Uma porção significativa de pessoas no Ocidente atualmente aceita a concepção de um corpo composto por "energia" em práticas espirituais e terapêuticas.

## História

### Contexto originário
No contexto filosófico grego, a teoria de um veículo para a alma, ou de corpo sutil, visava explicar como o princípio imaterial e incorpóreo, a alma (psyche), se conectava à realidade material de um corpo grosseiro. Os relatos doxográficos atribuem tanto a Platão quanto a Aristóteles uma doutrina já postulada sobre isso. Na formação conceitual, encontra-se forte influência da definição de pneuma avançada por Aristóteles, em que ela mediaria a atividade da psique à atividade motora do corpo; para ele, a pneuma não é idêntica à alma, porém é conectada a ela no momento do nascimento e a carrega. Em crítica à teoria da alma de Platão, Aristóteles afirmava a necessidade de um "corpo instrumental (organikon)" para que ela pudesse operar e se mover.
Esse corpo também seria composto de elementos ("natural", physikôn), porém "diferentes e mais divinos" do que aqueles do corpo material. Talvez sejam verdadeiros antigos testemunhos, como o de Cícero, que atribuíam a Aristóteles a origem da afirmação de que pneuma era composta do quinto elemento: quintessência ou éter.
Além do mais, a pneuma era transmitida pelo sêmen durante a procriação como uma substância quente e aérea onde se localizava as almas nutritiva, sensitiva e imaginativa, e Aristóteles (em Da Geração dos Animais, 736b36-737a) afirma que ele é "análogo ao elemento que pertence às estrelas [isto é, ao éter]". Nisso, afirma que o sêmen possui um "corpo diferente e mais divino", do elemento etéreo do Céu que ele também chama de "primeiro corpo" (prôton sôma). Há evidências também de que Aristóteles utilizava da analogia platônica da carruagem e do Demiurgo timoneiro para descrever Deus sobre o globo terrestre como um cocheiro; por exemplo, conforme Pseudo-Plutarco em Placita (século II): "Aristóteles diz que o Deus maior é uma forma separada, montada sobre a esfera do todo, que é um corpo etéreo (aíthérion soma, αἰθέριον σῶμα), o qual ele chama de o quinto".

Já a outra fonte, Platão, forneceu mitos alegóricos sobre a origem celestial da alma e a formação de seu corpo; a "lei dos termos médios"; o elemento éter; bem como o termo okhema (em grego clássico: ὄχημα, "veículo" ou carruagem), conforme a alegoria da biga, em que a alma é automovente e um princípio do movimento, porém constituída por partes, representadas por um cocheiro em uma biga de dois cavalos. Uma passagem precursora disso é Timeu 41d-e:
"E quando Ele [o Demiurgo] compôs o todo, Ele o dividiu em almas iguais em número às estrelas, e cada uma das várias almas Ele designou para uma estrela, e, colocando cada uma como se estivesse em uma carruagem (okhema), Ele mostrou-lhes a natureza do Universo, e declarou-lhes as leis do destino, a saber, como que o primeiro nascimento deveria ser um e o mesmo ordenado para todos, a fim de que ninguém pudesse ser menosprezado por Ele; e como era necessário que elas, quando semeadas cada uma em seu próprio órgão de tempo, crescessem como as criaturas vivas mais tementes a Deus"
No Fedro 247b, a alma também é descrita como um okhema (ver Parábola da biga). No Fédon 113d, é narrado como são dadas embarcações (ochemata) aos mortos para que navegassem pelo Aqueronte. Outra passagem implícita para o conceito de corpo sutil é o voo da alma do mito de Er. E também em outras, Platão especula sobre se a alma das divindades celestiais possuem um corpo ou veículo, a exemplo do Sol.
Em Fédon 81e, Platão afirma que a alma de pessoas impuras, quando partida após a morte, é "interpenetrada pelo corpóreo" (τοῦ σωματοειδοῦς), contendo elementos que se tornaram nela impregnados ao longo de seu contato com o corpo. Essa passagem foi interpretada posteriormente por Orígenes e Proclo como se referindo ao veículo da alma ou corpo luminoso. Para eles, esses acréscimos materiais explicariam algumas vezes a opacidade e visibilidade da alma, devido à perda de sua transparência e luminosidade.

No Timeu 45b-c, Platão afirma que a combinação da luz que o olho emite (elemento fogo interno) com a luz do dia (elemento fogo externo) forma um único "corpo de luz". Ele retoma no diálogo em 64d-e para afirmar que o corpo de luz não sente dor, ou prazer, nem pode ser cortado, diferente de "corpos com partes maiores" (μειζόνων μερῶν σώματα):
"Eles planejaram que todo fogo que tivesse a propriedade não de queimar, mas de fornecer uma luz suave, formasse um corpo semelhante à luz de cada dia. Pois eles fizeram com que o fogo puro dentro de nós, que é semelhante ao do dia, flua através dos olhos em um fluxo suave e denso; e eles comprimem toda a substância, e especialmente o centro, dos olhos, de modo que obstruem todos os outros fogos que são mais grosseiros e permitem que apenas esse tipo puro de fogo seja filtrado. (...) E a afecção que, em sua totalidade, se dá com facilidade é eminentemente perceptível, mas não envolve dor nem prazer; tais são, por exemplo, as afecções do próprio fluxo visual, que, como dissemos antes, torna-se à luz do dia um corpo substancialmente um com o nosso. Pois nele nenhuma dor é produzida por cortes ou queimaduras ou quaisquer outras afecções, nem sua reversão à sua forma original produz prazeres; (...) Mas aqueles corpos compostos de partículas maiores, por cederem com dificuldade ao agente e transmitirem seus movimentos ao todo, sentem prazeres e dores"
Em algum momento depois, ocorreu uma junção das teorias de okhema e pneuma. Alguns atribuíram a Heráclides do Ponto (século IV a.C.) uma formulação do conceito de veículo da alma, quando ele narra o voo da alma do personagem Empedótimo e supostamente afirmara que na Via Láctea as almas se purificariam ou adquiriam substância. Essa passagem foi motivo de discussão para comentaristas posteriores, que consideraram que Heráclides estaria postulando uma teoria sobre se o veículo da alma tinha a mesma substância da Via Láctea (e suas estrelas) ou não. O único fragmento a atribuir a Heráclides a Via Láctea como sendo composta por almas é encontrado no livro Da Alma de Iâmblico, provavelmente por alguma tradição doxográfica desconhecida. Na descrição, é dito que Heráclides defendia o corpo da alma como mais sutil. Damáscio, posteriormente, discorda de Heráclides, afirmando que é improvável que a Via Láctea fosse composta por veículos de alma, pois ela teria uma substância maior na hierarquia do ser, mais brilhante, astral e divina. Já Filopono parece atacar Heráclides ou Damáscio quando menciona a doutrina daqueles que consideravam a alma como da mesma substância da Via Láctea e a descreviam como "astral" e "luminosa".
O que diversas fontes doxográficas atribuem também a Heráclides é a teoria da alma luciforme (photoeides). Há alguma indicação de que ele teria associado o elemento éter a isso. Deve-se considerar também como sua doutrina teria se inserido no contexto de discussões filosóficas de uma teoria da luz, se esta era corpórea ou não: a teoria corporealista da luz iniciada por Platão evocava que em última instância a luz, como parte do elemento fogo, era formada por partículas. Já para Aristóteles, a luz era não corpórea, mas uma qualidade da união de transparência de um corpo em interação com o elemento fogo. Há ainda precedente para que Heráclides, frequentemente citado como adepto da teoria dos anarmoi onkoi, pudesse se utilizar da noção da diferente densidade de elementos, que já existia na doutrina de Xenócrates, o qual postulava diferentes estados de densidade ou rarefação da matéria.

### Médio platonismo e neoplatonismo
Não é possível, entretanto, atestar a origem de uma doutrina do corpo sutil em Heráclides de Ponto. Porém, havia uma tradição pré-neoplatônica que tinha o conceito de um corpo em que a alma reside quando ela está na esfera celeste. De fato, teorias de corpo sutil como veículo para a alma já eram bem estabelecidas pelo menos no século II. Segundo John Dillon, a primeira referência de um veículo "luminoso e etéreo" é encontrada em Galeno, no entanto isso se dá na fala do médico filósofo com referência a um conceito já estabelecido antes dele. Galeno estava fazendo uma crítica a Posidônio, que tinha uma teoria de que um pneuma "semelhante à luz" (photoeides) seria um meio apropriado para a visão. A partir disso, ele comenta sobre a natureza da alma, dizendo que ou se aceita uma doutrina estoica ou aristotélica de que a alma é simplesmente um "corpo luciforme e etéreo" (augoeides kai aetheriodes soma), ou a de que ela é uma essência incorpórea (asomatos ousia) cujo corpo serve de veículo e possui essas características de luminiforme e etéreo.
"E se devemos falar da substância da alma, devemos dizer uma de duas coisas: devemos dizer ou que é este corpo, por assim dizer, luciforme e etéreo, uma visão a que os estoicos e Aristóteles são levados apesar de si mesmos, como consequência lógica (de seus ensinamentos), ou que é (ela mesma) uma substância incorpórea e este corpo é seu primeiro veículo, por meio do qual estabelece parceria com outros corpos."
―Galeno, De placitis Hippocratis et Platonis 7.7.25
É implícita nessa passagem a atribuição de Galeno a Aristóteles de uma teoria em que a alma é a enteléquia de um corpo fino luciforme, e de que esse corpo mediaria a alma imaterial incorpórea e o corpo visível. De fato, Galeno preferia a identificação da pneuma com o soma corpóreo luciforme que Aristóteles postulou para a sua doutrina da percepção. Em relação à luz, Galeno também a relaciona em outro trecho à teoria de Heráclito de que o "seco" (relacionado ao elemento do fogo) vinculava-se à inteligência, enquanto a umidade à ignorância. Assim, ele afirma:
"Não deveríamos admitir também que o seco é causa da inteligência, (como) Heráclito? Ele até disse 'um raio de luz é a alma seca, a mais sábia', afirmando mais uma vez que a secura é causa da inteligência (aliás, a palavra au-gê demonstra isso). Certamente devemos considerar esta visão como a melhor, considerando que as estrelas, que são luminosas e secas, têm uma alta forma de inteligência"
A doutrina da alma como "semelhante ao fogo" era atribuída a Heráclito, e encontra-se também entre os estoicos uma descrição da pneuma gerativa como semelhante ao fogo, "ígneiforme" (pyroeidés, πυροειδές). Galeno põe, assim, a alma como análoga às estrelas, e considera as estrelas como deuses, chamando-as também de augoeidés. Por doutrina de semelhança, em sua teoria da visão ele considera que os olhos são o órgão "mais semelhante à luz" (augoeidéstatos), e que por isso permitem a visão: eles possuem uma pneuma visual que, semelhante à luz (photoeidés e augoeidés), é análoga e responde aos raios do sol; cita para isso, além do mais, que olhos de felinos brilham no escuro.
No Comentário ao Timeu IV, 234, Proclo atribui a teoria de um veículo pneumático em particular a Ático e Albino (século II), dentre outros. Também no mesmo século, Numênio de Apameia e os Oráculos Caldeus, além de outros, referem-se que a alma possui um "veículo rarefeito" (psyches lepton ochema). No Corpus Hermeticum X, afirma-se de um corpo de fogo que acompanha o intelecto após a morte:
"Quando o intelecto se liberta do corpo terrestre, ele se reveste de seu próprio manto, o ígneo, que ele não conseguia manter quando se fixava no corpo terrestre. (…) Mas o corpo que acompanha o intelecto é fogo. Porque o intelecto é o demiurgo de todas as coisas, ele usa o fogo como seu instrumento para essa produção."
No De placitis philosophorum de Pseudo-Plutarco, é relatada uma doutrina estoica em que Deus seria um "corpo sutil" chamado "espírito quente" (enthermon pneuma), do qual todos os outros corpos seriam compostos, os quais são mais ou menos sutis conforme Dele se aproximam.
Para os bardesanitas, segundo Efrém da Síria, a alma era mais "fina" do que o corpo físico, mas também era considerada corpórea quando comparada ao intelecto. Segundo o relato, a alma era composta, contendo "seres", o que pode se referir à matéria ou a influências planetárias; sede da subjetividade e intermediária entre o corpo e o intelecto, eles consideravam que a alma seria salva junto com o intelecto e entraria no Reino de Deus.
Não era consistente o uso entre neoplatonistas de descrições para o "veículo da alma": variadamente encontram-se "veste pneumática", "veículo corpóreo", "corpo congênito", "primeiro corpo" e corpo "luciforme" (αὐγοειδές), "astral" (ἀστροειδές) ou "etéreo" (αἰθεριῶδες/αἰθέριον). Para E. R. Dodds, o conceito de corpo astral encontra-se mais firmemente em Proclo: "O termo ἀστροειδές [astral] parece não ocorrer nesta conexão antes de Proclus: escritores anteriores falam de um corpo 'luminoso', 'etéreo' ou 'pneumático'. Mas a teoria de que é do mesmo material das estrelas tem sua fonte em Aristóteles, e sua conexão com a permanência da alma no firmamento remonta, em última instância, a Platão.". O termo "augoeidés" (αὐγοειδές, literalmente "com a forma da luz", poderia ser vertido diretamente como "luminoide", luciforme ou luminiforme) também não se encontra em nenhuma obra de Platão ou Aristóteles.

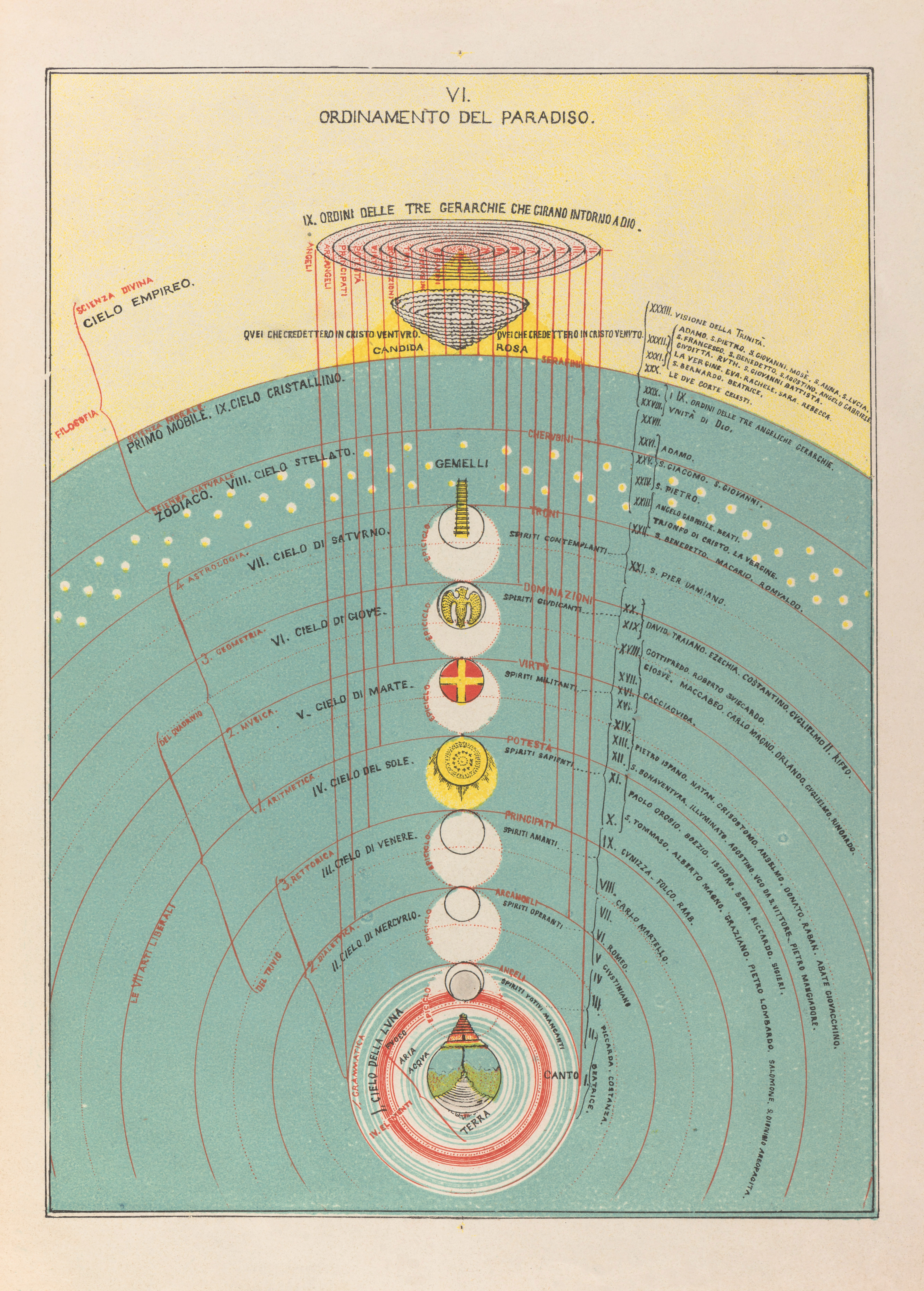
Planos celestes na Divina Comédia de Dante, conforme "A Ordenação do Paraíso" por Michelangelo Caetani (1855). Dante foi influenciado pelas teorias neoplatônicas de "veículo da alma".

Plotino afirmou nas Enéadas que o corpo ígneo ou aéreo da alma é distinto do corpo grosseiro, e que os daimones participam de uma matéria não corpórea. Ele afirma que "é a opinião de muitos que a substância do espírito implica algum corpo, seja de ar ou de fogo". Dizia, além do mais, de um "veículo luciforme" (augoeides ochema) que a alma adquire em sua descida. Assim também Orígenes: "Diz-se que a alma usou primeiro o corpo luminoso como veículo; depois este foi coberto com as túnicas de pele". Ambos Orígenes e Proclo discutem como o corpo da alma se materializa ou se purifica mais de acordo com ciclos, em doutrina de apocatástase, até ser restaurada. Para eles, o corpo imortal é transformado em terreno e tornado mais pesado a partir da "acreção" de túnicas. Assim, segundo a ensomatose de Orígenes, é adicionada uma camada pesada ao veículo sutil e luminoso do intelecto (nóes). A alma também se densifica em sua queda pelo processo de "ensomatose" em doutrinas gnósticas e da literatura hermética, associando-se determinados vícios aos sete planetas na sua passagem pelas esferas.
Porfírio o conecta à teoria astrológica antiga de que os astros interferem sobre a alma no nascimento, dizendo que, em sua descida do Céu, seu veículo recebe a matéria das estrelas e esferas planetárias. De acordo com seu trajeto, isso causa uma determinada relação de talentos e predisposições. Essa descida ocorre pelas sete esferas, primeiramente, e depois pelas 12 casas do Zodíaco, cada uma de uma maneira diferente: "O caminho da primeira vida ocorre através das sete esferas, mas cada [alma] se move por essas [esferas] de uma maneira diferente de acordo com seus impulsos para certas segundas vidas"
Iâmblico diz que a alma ambula sobre um veículo semelhante ao corpo ("somatoide", somatoeides ochema), e que este é totalmente constituído por éter. Em Sobre os mistérios, ele afirma que o poder profético (mântico) ilumina a alma a partir do veículo etéreo e luciforme (augoeides). Ele prescrevia ritos hieráticos para a purificação do corpo sutil, frequentemente se utilizando do termo khôra e seus cognatos, bem como do conceito relacionado de "receptáculo" (hypodochê), para indicar a capacidade do veículo luminoso de receptividade e de união ao Demiurgo.

Nos rituais de teurgia, esse veículo luminoso era nutrido, preenchendo de luz por meio da fotagogia e expandindo sentidos para formar espaço receptivo (chorein) aos deuses e vê-los, bem como para a comunicação com espíritos (em grego, daimones). Por meio desses ritos teúrgicos, a alma, junto a seu veículo, podia, enfim, ser purificada e elevada, com a parte racional retornando pelo cosmos até aos deuses. Assim, Hiérocles de Alexandria afirmava: 
"Devemos cuidar da pureza relativa ao nosso corpo luminoso, que os Oráculos chamam de veículo sutil da alma. Tal pureza se estende à nossa comida, à nossa bebida e a todo o regime do nosso corpo moral no qual reside o corpo luminoso, pois ele dá vida ao corpo inanimado e mantém sua harmonia. Pois, o corpo imaterial é um tipo de vida, que engendra a vida dentro da matéria"
Sobre a mediunidade, Proclo afirma: 
"A capacidade de ouvir daimons é, para alguns, um poder hierático, para outros é natural, assim como para alguns olhos é possível ter visões que são invisíveis para outros olhos. Pois o primeiro veículo (proton ochema) das almas (...) pode ouvir coisas inaudíveis à audição mortal e ver coisas invisíveis à visão mortal."
―Proclo, Comentário sobre A República II.167.15-23
Ele também afirma que os deuses invisíveis se tornam visíveis a partir do revestimento do veículo luminoso, e que suas vestes refletem símbolos para que ocorra a sua percepção pelos seres corpóreos, uma percepção que é tanto subjetiva quanto objetiva:
"Os próprios deuses são incorpóreos, mas como aqueles que os veem possuem corpos, as visões que saem dos deuses para os destinatários dignos possuem uma certa qualidade dos deuses que os enviam, mas também derivam algo daqueles que os veem. É por isso que os deuses são vistos, mas ao mesmo tempo não são vistos de todo (ou em outra tradução: "são frequentemente vistos quando os olhos estão fechados"). De fato, aqueles que veem os deuses os testemunham nas vestes luminosas (augoeides) de suas almas. Como as visões têm extensão física e aparecem no mesmo tipo de atmosfera, são semelhantes a quem as vê. No entanto, uma vez que essas visões emitem luz divina, possuem eficácia e revelam os poderes dos deuses por meio de símbolos visíveis, elas derivam do próprio deus que as projeta. É por isso que os símbolos inefáveis dos deuses, expressos por meio de imagens, são projetados ora de uma forma, ora de outra. (...) Cada deus é sem forma, mesmo que seja visto com uma forma. Pois a forma não está nele, mas vem dele devido à incapacidade do espectador de ver o informe sem uma forma. De acordo com sua natureza, ele [a pessoa corpórea] vê por meio de formas."
―Comentário sobre A República, I.39
Assim, no estágio final da fotagogia ("evocação da luz"), em rituais de aparição no contexto greco-romano (como nos papiros mágicos gregos ou nos Oráculos Caldeus, comentados pelos neoplatônicos teurgistas), os deuses são entendidos como aparecendo na luz, a qual é o próprio veículo luminoso deles:
"Esta [evocação da luz] de alguma forma ilumina o veículo luminoso e semelhante ao éter que envolve a alma [da divindade] com luz divina, de cujo veículo as aparências divinas, postas em movimento pela vontade dos deuses, tomam posse do poder imaginativo/fantástico (φαντασίαιθεῖαι) em nós..."
―Iâmblico, Sobre os Mistérios, 3.14.9-12
A fantasia (também referida como imaginação) era considerada pertencente ao primeiro veículo, sendo uma sensopercepção interna, indivisa e impassível. Em continuidade com as doutrinas de Plotino, Porfírio e Iâmblico, Sinésio (século IV) desenvolveu uma teoria da adivinhação dos sonhos, em que esta se conectava ao veículo da alma, o qual ele intercambiavelmente chamava também de "fantasia" ou "pneuma". A fantasia era responsável pela reunião dos dados da sensopercepção e pela produção dos sonhos, além de mediar a alma irracional à alma divina. Além da formação dos sonhos, a interpretação dos sonhos também dependia do estado que esse veículo da alma tinha por parte do intérprete, o que se conectava à prática da virtude.
Para Proclo, a alma nunca está desencorpada. Mesmo totalmente purificada, resta o corpo astral ou luminoso, seu primeiro veículo, imperecível. O que foi inovador em Proclo é sua consideração de que o próprio espaço tridimensional (chamado por ele de "lugar", topos) era um corpo luminoso dotado de vida (empsychon), "análogo ao nosso veículo luminoso", e que os veículos luminosos das almas inferiores são análogos ao "veículo luminoso" do cosmos. Assim, conceituou o lugar como um corpo imaterial, imóvel, indivisível, o que corresponde ao elemento da luz, para ele o mais simples e rarefeito dos corpos. Torna-se, deste modo, um espaço intermediário entre corpo e alma. Para Proclo, esse veículo luminoso cósmico é uma entidade visível apenas ao nosso próprio veículo luminoso, cujos olhos são "mais rarefeitos e puros".
Siriano atribui a platonistas anteriores (inclusive a Porfírio) esse conceito de que o veículo luminoso da alma é o seu próprio "lugar". Também, Iâmblico postula uma gradação à própria luz, havendo uma luz incorpórea inteligível que toma uma corporeidade progressiva conforme ela desce, como luz corpórea, e seus diferentes níveis passam a constituir os graus de vivacidade de imagem e de movimento que cada tipo de ser experencia, em uma escala dos deuses às almas. Em Proclo, tal veículo luminoso que intermedeia a alma e corpo subdivide-se em gradações: luminoso, empíreo e etéreo.
No ser humano, há três corpos para Proclo. O primeiro corpo, chamado de augoeides, astroeides ou symphués é imaterial, simples, imortal, ingerado e não propenso às paixões. O segundo é o corpo pneumático, intermediário entre os outros dois, que sobrevive à morte mas em determinado momento é destruído e gerado novamente; o terceiro é o que comumente chamaríamos "corpo material" (hylaion), a que ele também dá o nome de corpo "corpo ostra" ou "semelhante a ostra" (ostreinon ou ostreodes ochema). A cada um desses corpos ligam-se diferentes funções e potências da alma.
Nisso, ocorre uma divisão para os dois corpos sutis conforme sua ordem de surgimento e autoria: para Proclo, o primeiro veículo é congênito (συμφυές, symphués), formado ao mesmo tempo com a alma pelo Demiurgo, e o segundo é adventício (προσφυές), "tecido" por múltiplos demiurgos. No Comentário a Crátilo, ele afirma em alegoria que a deusa Circe tece os corpos dos seres vivos em quatro elementos; isso se associa às passagens em que elabora sua teoria de que o corpo pneumático e o corpo material ambos são formados por quatro elementos; a diferença é de que o último recebe mais acreções e deixa de ter uma camada simples de elementos como o corpo pneumático; com mais camadas, não é "meramente um complexo de elementos simples, mas também de homeoméricos".
A doutrina dos veículos de Proclo foi tomada por Filopono e provavelmente também por Macróbio, este último fazendo referência em latim ao luminosi corporis amictus e dizendo que a alma, ao descer pelas esferas planetárias, adquire um corpo sidereum e luminosum (correspondentes aos termos gregos). Damáscio também a afirma. Ele diz que, quando o veículo luciforme se une ao Sol, a alma se torna deificada.
Na teoria dos veículos da alma adotada pela escola de Amônio, conforme apresentada por Filopono no comentário ao Da Alma de Aristóteles, indica-se que há 3 níveis dos veículos da alma de acordo com a divisão tripartite da alma humana: o corpo "denso" da alma vegetativa, o "pneumático" para a alma irracional (animal) e o "astral e radiante" para a alma racional.

### Renascença
Marsilio Ficino associaria aos caldeus o conceito neoplatônico de corpo sutil luminoso, bem como interpretaria por meio dele passagens bíblicas de ascensão aos céus e o fenômeno da levitação, alegadamente realizado por Zoroastro:
"Os caldeus pensam que (...) a alma (...) pode cercar seu próprio corpo com luz de raios dispersos e com a leveza dos raios erguer seu corpo para o alto. (...) Zoroastro, fez isso a si mesmo (...) Em tal carruagem de fogo, diriam os magos e os platônicos, Elias e Paulo foram arrebatados para o céu"
Sobre a levitação, Ficino diz:
"Sempre que a alma humana concentra seu olhar em Deus, ela se torna sobrepujada e é capturada por uma luz divina, de modo que também é incendiada―e ela irradia completamente seus raios copiosos sobre o veículo, e então através do veículo e do corpo pneumático isso se torna visível no corpo aos nossos olhos. Assim, o corpo, incendiado por essa riqueza superabundante de raios, torna-se cada vez mais leve e ascende por meio do veículo ígneo e do corpo pneumático, assim como a estopa é elevada por uma chama."
Anteriormente, Gemisto Pletão assim também o fizera. No misticismo judaico, passagens sobre o transporte de profetas como Ezequiel e Elias ao céu por uma carruagem era objeto de estudo da literatura da Merkabah (Carro de Deus).
Da Idade Média até a Idade Moderna inicial, conceptualizações de corpo sutil foram bem estudadas por acadêmicos contemporâneos devido à relevância que tiveram nas tradições do esoterismo ocidental. Nesse período, encontram-se diversos usos dos termos como "espírito" (spiritus) e "corpos sutis" (corpora subtilia) para se referir a vapores ou substâncias gasosas, sendo utilizadas inclusive no linguajar médico e fisiológico. Destaca-se a elaboração de explicações para a eficácia mágica a partir de um material sutil mediador, como os corpos "sidéreos" ou "etéreos" de Paracelso e as "forças" espirituais de Jakob Böhme. Além do mais, a doutrina das correspondências na Cabala também relacionava elementos sutis como as Sefirots à anatomia humana, considerada um microcosmo.
Paracelso considerava, em De causis morborum invisibilium, que a "Imaginação" podia governar o corpo astral e que este podia moldar o corpo físico. Em um dos exemplos, uma mulher grávida põe um caracol sobre seu joelho e isso a impressiona; depois, foi constatado que seu filho nasceu com uma imagem de caracol em seu joelho, o que foi explicado como um efeito da imaginação.

### Uso moderno

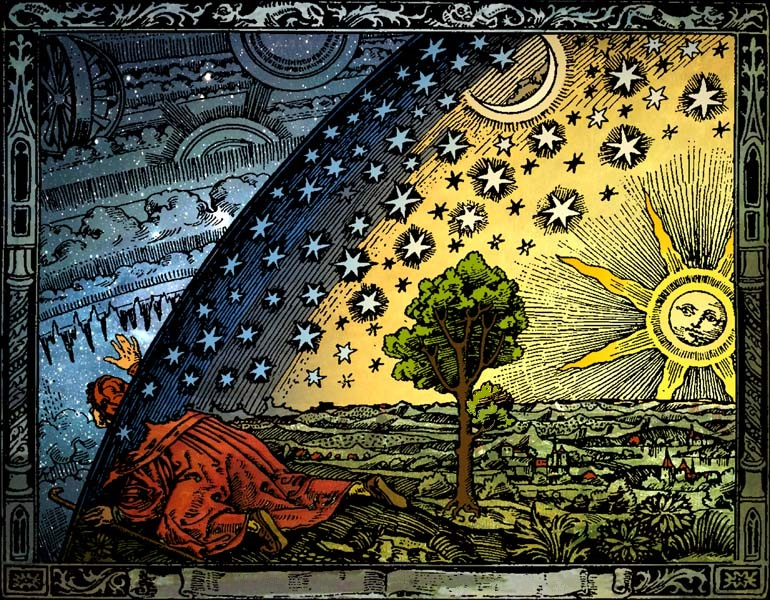
Gravura Flammarion (1888), colorida digitalmente

René Descartes utilizou o termo latino corpus subtilis para se referir aos espíritos animais, que efetuam movimento a partir do cérebro, pela força da alma. Depois, esse conceito ganhará discussão principalmente entre os Platonistas de Cambridge, com Ralph Cudworth sistematizando sete corpos sutis e os articulando para atacar os corporealistas grosseiros (materialistas hobbesianos de substância única) e os anticorporealistas (idealistas platônicos de substância única). Leibniz afirmou que acreditava "com a maioria dos antigos que todos os gênios, todas as almas, todas as substâncias simples e criadas estão sempre unidas a um corpo, e que nunca existem almas inteiramente separadas" e, em sua Monadologia, escreveu: "nem há Almas completamente separadas, nem Gênios sem corpos. Somente Deus está inteiramente separado". Nos Anais de Trévoux em 1721, o termo "corpo psíquico" foi atribuído aos rosacrucianos.
Porém, a primeira popularização da ideia do corpo sutil foi com o sucesso literário de 1727 As Viagens de Ciro, pelo Chevalier de Ramsay, divulgando a uma audiência para além das discussões filosóficas e acadêmicas. Nela, faz menção ao "corpo etéreo" ou "corpo sutil" dos gregos. Depois, com os estudos da indologia e sob uma perspectiva de orientalismo, foram avançadas comparações entre o corpo sutil etéreo dos gregos com conceitos de doutrina hinduísta: isso foi iniciado por Henry Thomas Colebrooke (1765–1837), que o equivaleria ao súkshma (ou linga) sharira e sthula sharira. Isso foi seguido adiante por outros estudiosos, inclusive por indianos. Porém, Max Müller indicou que os esquemas hindus de corpo sutil eram diferentes daqueles do platonismo: no dualismo radical do Sânquia, o corpo sutil era a emanação que encarnava, enquanto a alma ficava intacta acima do reino da natureza (Prácriti); já para os platônicos, a alma encarnava e recebia as acreções dos corpos sutis.
Depois, o primeiro tradutor europeu das Upanixades, Abraham Hyacinthe Anquetil-Duperron, equacionou o prāṇa hindu com o fluidum magnético do mesmerismo, afirmados como um princípio sutil cósmico mediador e laço entre corpo e alma. Ele foi influenciado também por precursores de Franz Mesmer, como Rudolph Goglenius, o Jovem, citado por Anquetil-Duperron na afirmação de que havia um lucidus intercedens vector spiritus ("lúcido intercessor portador do espírito"). Segundo Anquetil-Duperron: "As coisas devem ser dispostas por Deus desta maneira, em que os corpos celestes exercem influência sobre os corpos terrestres segundo uma ordem fixa, porém menos percebida pelos sentidos, por meio de um princípio espiritual mediador ou um fluido".
O conceito de um corpo intermediário foi adotado por alguns pensadores no começo do século XIX, como Schelling e Jung-Stilling. Este último, em sua Teoria da Pneumatologia, associou-o a conceitos do magnetismo animal e propôs que o corpo luminoso espiritual seria constituído de éter.

No espiritismo, Allan Kardec cunhou o termo perispírito para o intermediário entre corpo e espírito, descrito por vezes como "corpo fluídico", envoltório "semimaterial", "sutil e leve", "etéreo". Em O Livro dos Espíritos (1857), ele diz:
"O perispírito é o laço que à matéria do corpo prende o espírito, que o tira do meio ambiente, do fluido universal. Participa ao mesmo tempo da eletricidade, do fluido magnético e, até certo ponto, da matéria inerte. Poder-se-ia dizer que é a quintessência da matéria. É o princípio da vida orgânica, porém não o da vida intelectual, que reside no Espírito. É, alem disso, o agente das sensações exteriores."
Em uma das questões aos espíritos, ele questiona: "Haverá mundos onde o Espírito, deixando de revestir corpos materiais, só tenha por envoltório o perispírito? Resposta: Há e mesmo esse envoltório se torna tão etéreo que para vós é como se não existisse. Esse o estado dos Espíritos puros"; além do mais, a substância do perispírito varia ente mundos: "Passando de um mundo a outro, o Espírito se reveste da matéria própria desse outro".
No início do período modernista, entre 1880 e 1930, houve uma proliferação de conceitos pós-materialistas e de energias sutis entre grupos ocultistas e de vanguarda, a partir de uma confluência de doutrinas do tantrismo, vitalismo, neomesmerismo e da popularização de forças invisíveis na ciência, como a eletromagnética.
A próxima grande popularização seria com a doutrina teosófica de Helena Blavatsky. Em Ísis sem Véu (1877) e A Doutrina Secreta (1888), ela conectará referências ao corpo etéreo, sutil ou luminoso dos neoplatônicos junto às doutrinas orientais indianas e tibetanas. Conforme um impulso de prisca theologia, Blavatsky fez equivalências de diferentes tradições, por exemplo afirmando que o termo "luz astral" de Éliphas Lévi era o mesmo que o corpo astral, anima mundi ou alma; porém, em inversão da doutrina cristã e diferente do conceito platônico, ela afirmou que o "espírito" (pneuma) era superior à alma e representava uma divindade tutelar, chamando-o de "Augoeides".
Nesse contexto, um mapa septenário do corpo sutil aparece pela primeira vez em A Doutrina Secreta, com uma leitura que seguia o modelo do emanacionismo neoplatônico de Porfírio e Proclo, porém com uma tendência orientalista; essa foi a divisão que Blavatsky fez:
| - Espírito - Alma/Veículo do espírito/Alma espiritual - Mente/Alma huan - Alma animal/Veículo dos desejos e paixões - Vida - Corpo astral - Corpo físico |  | - Atman - Buddhi - Manas - Upadhi da Mente/Kama-Rupa - Linga-sarira - Upadhi da Vida/Prana - Sthula-Sarira |

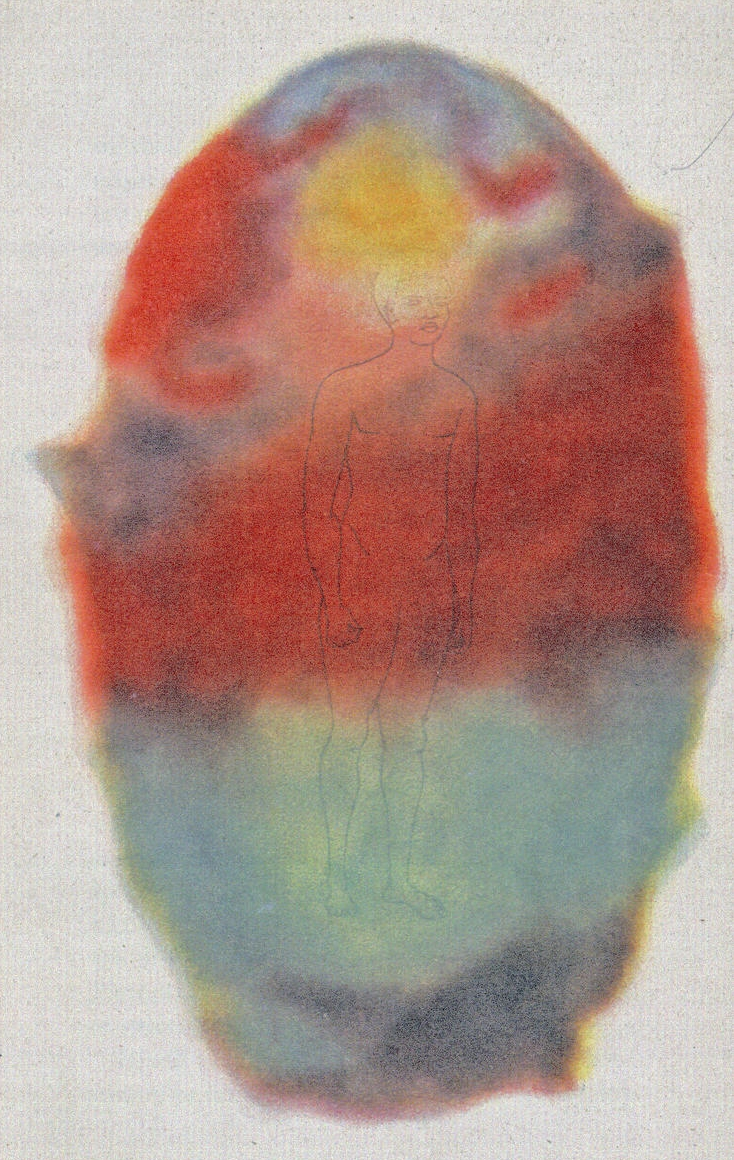
Representação do corpo astral de um "selvagem" no tratado Homem Visível e Invisível (Londres, 1902) do teosofista Charles Webster Leadbeater

A influência de Blavatsky foi tamanha que a terminologia que ela divulgou em equivalências sincréticas, embora em grande medida errôneas, foi utilizada por acadêmicos, tal como o tibetólogo Walter Evans-Wentz, que em sua tradução de 1927 de O Livro Tibetano dos Mortos especificou com o termo "corpo sutil" os corpos mentais do bardo. A divisão que Blavatsky fez de sete chacras também se tornou a concepção mais comum atualmente de uma anatomia sutil, embora essa divisão em sete não tenha se originado de doutrinas hindus, mas de um viés perenialista da autora, que a levou a incorporar a numerologia simbólica encontrada na literatura ocultista sobre o pitagorismo, cabala e maçonaria.
Outros teosofistas seguintes elaborariam o esquema blavatskiano; dentre os principais, Annie Besant, cujas obras formaram um modelo padrão para a divisão septenária teosofistas, fazendo também uma releitura do cristianismo como representando mistérios e mitos ocorridos em planos espirituais maiores com corpos sutis; Charles Leadbeater, que associa sete centros de força ou chacras ao corpo etérico, e estratifica corpos sutis de acordo com sete planos sutis: físico, astral, mental, búdico, nirvânico, paranirvânico e mahaparanirvânico; e G. R. S. Mead, p. ex., com sua obra de 1919 The Doctrine of the Subtle Body in the Western Tradition.
Em língua inglesa, o texto mais popular que definiu sete chacras e a kundalini como partes de um sistema sutil foi o de Sir John Woodroffe, The Serpent Power (1919).
Com Albert de Rochas, emanações de corpo sutil ou duplo fluídico se tornaram explicativas para fenômenos mediúnicos de materialização e exteriorização do corpo físico, o que passou a ser adotado por outros pesquisadores espiritualistas do século XX. Por exemplo, na explicação da bilocação por Ernesto Bozzano.
Carl Gustav Jung estudaria conceitos alquímicos, chineses e indianos de corpo sutil em relação com a psicologia; ele foi influenciado indiretamente pela doutrina neoplatônica de que a fantasia/imaginação tinha papel primordial na transformação psíquica, conforme se equacionava isso com o conceito de corpo etéreo e luminoso em Paracelso e Martin Ruland. Outros desdobramentos conceituais ocorreriam em praticamente toda literatura posterior pós-teosófica ou para-teosófica, até ao movimento Nova Era.
Assim, na doutrina de George Gurdjieff, por exemplo, afirma-se que os corpos sutis eram formados por meio da aquisição da consciência, em um processo alquímico interno que refinava o organismo. Para ele, os dois "corpos de ser superior" eram o "corpo-Kesdjan" ou "corpo astral", e o "corpo de ser superior" ou "alma".
 

Ganharia, também, novas práticas por Aleister Crowley. Por exemplo, na sua doutrina da Thelema ele fez rituais de invocação do "Augoeides" pelo uso de haxixe; provavelmente utilizando o conceito de augoeides descrito no livro Zanoni (1842) e pela teosofia de Blavatsky. Crowley traduziu augoeides literalmente como "mensagem do ovo" e conectou-o com "o Conhecimento e Conversação do Sagrado Anjo Guardião" ou "gênio superior e original (ovo)" associado a cada ser humano. Ele enfatizou que o corpo de luz deve ser construído através do uso da imaginação, o qual que deve então ser animado, exercitado e disciplinado. Para Crowley, o papel do corpo de luz é mais amplo do que simplesmente ser um veículo para viagens astrais―ele o descreve também como o depósito de toda a experiência. Segundo Egil Asprem:
"A prática de criar um "corpo de luz" na imaginação se baseia no sistema de imagem corporal, trabalhando potencialmente com alterações em todas as suas três modalidades (perceptiva, conceitual e afetiva): um corpo idealizado é produzido (modelo de imagem corporal), novas estruturas conceituais são anexadas a ele (por exemplo, a doutrina de corpos múltiplos e separáveis), enquanto ligações emocionais de reverência, dignidade e respostas de medo são cultivadas por meio da realização de rituais astrais e proteções contra "perigos astrais" por meio da simulação de símbolos e armas mágicas."
Nas psicografias de Chico Xavier, o espírito André Luiz equivaleria o perispírito ao "corpo astral". Ele também afirma que o "duplo etérico" é o conjunto de fluidos vitais entre o perispírito e o corpo, atuando para o equilíbrio entre ambos. Também diz que o "corpo mental" precede ao perispírito (que o reflete) e é o "envoltório sutil da mente".

## Islã
O conceito de corpo sutil no Islã se desenvolve tendo em vista as experiências descritas no Alcorão ou em hádices, como o mi'raj de Maomé; as experiências de místicos sufis; bem como as contribuições da filosofia grega. Principalmente no sufismo, desenvolveu-se uma antropologia mística que descrevia corpos sutis (seus órgãos eram referidos pela palavra latifa, no singular; plural lataif, traduzido como "sutilezas"), e na Idade Média encontra-se uma série de corpos sutis que interligam o reino material ao transcendente. Eles se associam também ao conceito das estações da alma, descritas pelo sufi Abu Bakr al-Wasiti (falecido em 932), Qushayri, Hujwiri e nas Narrativas de Attar de Nixapur. Nos séculos XII e XIII, Abderramão al-Sulami, Algazali e Omar Surauardi fizeram sistemas sobre órgãos espirituais sutis conectados ao corpo físico. Najmuddin Razi elaborou a filosofia de corpos sutis de Najmuddin Kubra em uma pêntade, enquanto Ala-aldaula Simnani a correlacionou de forma septenária os latifas com cores, planos e profetas. Outro que propôs um sistema de corpos sutis foi o Xá Uáli Alá.

## Tradições indianas e posteriores
A história dos corpos sutis no contexto indiano começa com grandes indicativos de seu conceito na Taittiriya Upanixade (talvez do século IV ou V a.C.), em que se descrevem cinco corpos de si mesmo, a partir do corpo físico até uma série de corpos de si mais finos, pervadindo um ao outro: "corpo de sopro vital" (prana-maya), corpo feito de mente (mano-maya), corpo feito de consciência ou intelecto (vijñana-maya) e corpo feito de beatitude (ananda-maya). Também aparecem conceitos similares na literatura upanixádica restante, e depois na literatura vedântica dos samitas e brâmanas, em que se enumeram vários pranas ("sopros") corporais, além de xariras (śarīra) que servem de obstáculo ao atingimento da união com Bramã. No século IV, os Iogassutras de Patânjali localizam diversos processos deles no corpo, o que prenuncia os chacras no tantrismo e Hataioga. Com o tantrismo hindu e budista, surgiu uma tensão com as doutrinas védicas e ióguicas, pois as práticas tântricas valorizavam os corpos sutis com uma significância maior, pois potencialmente serviam para a transformação espiritual. Essas práticas são essenciais para atingir a iluminação, por exemplo na linhagem do Guhyasamāja Tantra, o corpo do estado intermediário após a morte é purificado em um corpo ilusório (maya-deha), enquanto no caminho do Calachacra desenvolve-se outro tipo de corpo sutil (suksma-deha; referido frequentemente como "forma vazia", stong gzugs).
Nas noções iniciais, o corpo sutil relacionava-se como um envelope que portava o sujeito após a morte, entre as transmigrações. Xancara, no século VIII, em comentário à Brihadaranyaka Upanishad, afirmou: “tornar-se um significa que o corpo sutil (lingātmā) recolhe as atividades da pessoa (...) assim, quando a divindade operante (devatā) do olfato cessa, o cheiro se torna um com o corpo sutil, então a pessoa não cheira, dizem eles.". No Tripura Rahasya, um sábio, por meio de seu corpo sutil, abandona seu corpo físico, entra no corpo físico de um rei e separa o corpo sutil (lingatanu) e o corpo grosseiro deste; ambos então, em seus corpos sutis, viajam a uma montanha. James Hartzell sugere que a doutrina indiana de corpo sutil se deriva de fontes médicas antigas, como o conceito de karmapurusha ("espírito-ação"), que entra em contato com o sêmen e o sangue durante a concepção.
O tantrismo medieval articulou com inovações a noção de corpo sutil, vista nos termos de sūkṣma śarīra e puryaṣṭaka; esse corpo seria aquele que transmigra entre encarnações, transformando-se conforme recebe as impressões do carma, e carregava a essência imutável da pessoa. Havia discussões quanto ao que o compunha: por exemplo, se elementos diminutos como átomos ou não. Nisso, o filósofo do século XI Abinavagupta afirmava que o corpo sutil (que ele chama de "Cidade dos Oito", devido ao total de oito componentes, incluindo pranas vitais, órgãos mentais e órgãos físicos) "é tal como o corpo físico, mas não tem limitações em termos de suas dimensões espaciais. No entanto, o [corpo sutil] está vinculado ao tempo como universal."
"A palavra “sutil” não significa algo que seja muito pequeno, mas sim uma forma que é desprovida de partes constituintes, tem uma natureza muito sutil e, no que diz respeito a toda a classe de produtos, efeitos, tem uma forma que é pervasiva. O “grosseiro” deve ser considerado o oposto disso. (...) a Cidade dos Oito tem de fato a natureza de um corpo, porque os elementos primários, fogo, terra, etc., são inerentes a ela [através da conexão dos elementos sutis aos órgãos dos sentidos]. Além disso, aqui, a fim de remover a ilusão, [Utpaladeva] usa a palavra “corpo” para descrever este estado extremamente sutil, o corpo sutil, puryaṣṭaka, precisamente para instigar o leitor a expressar dúvidas sobre a natureza deste corpo e a aplicabilidade que a palavra “corpo” com suas implicações físicas implica para esta existência sutil."
O corpo sutil, para ele, continha capacidades de pensamento, sensação e movimento, mas se distinguia do corpo físico por não poder ser tocado tatilmente, sendo portanto quase material. Diferente das concepções de corpo sutil presentes em doutrinas indianas dualistas, para Abinavagupta o corpo sutil permitia a limitação da consciência não-dual absoluta e a formação de uma consciência "inferior", que permitia a diferenciação de objetos em relação ao sujeito, o senso de "eu", a separação sensorial e a multiplicidade do mundo. Ele afirmava: "a natureza inerente desta pessoa é a da consciência pura, que se contraiu no corpo sutil, a Cidade dos Oito, no estado de Vacuidade, e adquiriu o hábito de vagar de corpo em corpo, vida após vida". Além do mais, o corpo sutil reunia elementos emocionais e mentais com processos biológicos autônomos, como os do sono; ele mapeava fluxos de energia e centros orgânicos, que se associam a funções e a divindades. O corpo sutil representava também, assim, ao invés de uma virtualidade inconsciente, uma multiplicidade de agências para além da consciência do sujeito, em uma hierarquia de deuses que determinavam os impulsos plurais do organismo, que também influem sobre a vontade humana.
Nas concepções tântricas, também se considerava que era por meio do corpo sutil que o iogue poderia realizar viagens mentais, como voar pelo céu ou entrar no corpo de outra pessoa. No xivaísmo da Caxemira, havia práticas de se dissolver o corpo sutil, considerado como contendo tattvas inferiores, em gradativamente se assimilando cada tattva, até se identificar com a consciência de Xiva, em seu próprio corpo manifesto.

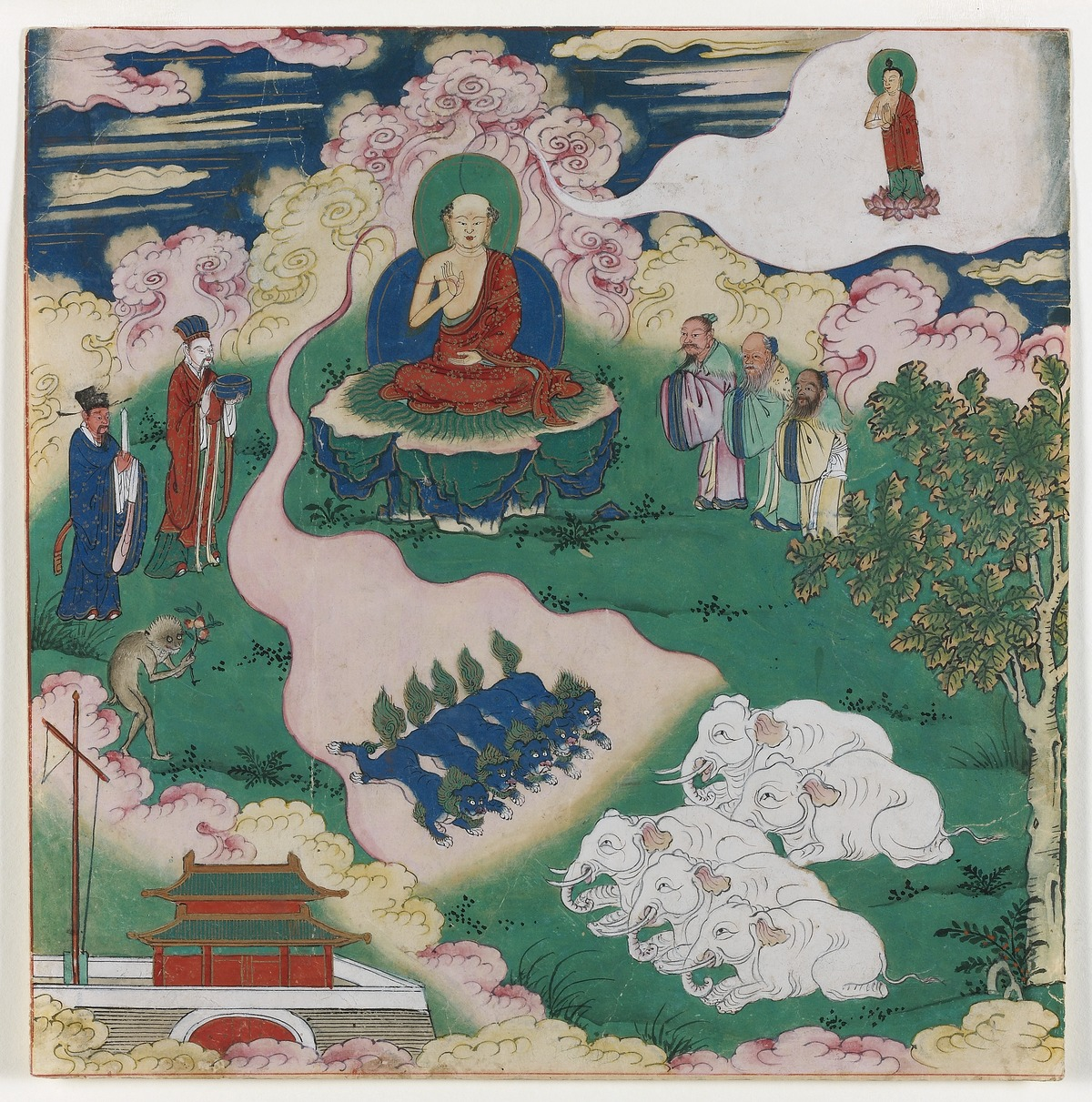
Buda realizando o milagre da multiplicação para converter fiéis e domar elefantes irados. Álbum do Vairocana Sarvavid (Onisciente), século XVIII, Dinastia Qing

Esse contexto influenciou a doutrina do budismo tibetano e da medicina tibetana. Nela, considera-se rtsa (em sânscrito, nadis) como canais presentes no corpo responsáveis por funções fisiológicas. Embora materiais e correspondendo a elementos anatômicos, atrelam-se também a diversos elementos sutis do tantrismo. Assim também encontram-se na tradição bön práticas que utilizam os "sopros dos canais" (tsa rlung). Há, além do mais, nos textos do budismo esotérico tibetano, discussões sobre a dissolução do corpo físico para produzir outros que o substituem, como os corpos ilusórios (sgyu lus, formados pelo elemento vento, visto como uma miragem, que pode atravessar objetos e transportar o meditador para onde quiser, separado de seu corpo grosseiro; também chamados "corpos de luz" ('od lus) ou de "sonho"); e o corpo de arco-íris (ja' lus). Considera-se que um bodisatva pode produzir inúmeros corpos ilusórios ou de emanação (nirmanakaya), dividindo-se em vários locais para instruir diversos seres sencientes ao mesmo tempo.

## Taoismo
O conceito de corpo taoista envolve uma dimensão sutil energética formada pelo qi. Essa energia vital flui por canais (meridianos) que não correspondem à anatomia. A escola que mais elaborou foi a Shangqing. Para ela, os princípios sutis dos corpos eram considerados também divindades, e seus rituais e práticas visavam o atingimento da imortalidade após a morte em planos superiores; esse era um estado obtido através da unificação com inúmeros espíritos e entidades que constituíam o indivíduo complexo, criando um "corpo glorioso" sutil e luminoso.